# 그린 마케팅
그린 마케팅(green marketing)은 환경에 안전하다고 추정되는 제품의 마케팅이다. 여기에는 제품 수정, 생산 공정 변경, 지속 가능한 포장, 광고 수정 등 광범위한 활동이 포함된다. 그러나 그린 마케팅을 정의하는 것은 여러 가지 의미가 서로 교차하고 모순되는 간단한 작업이 아니다. 이에 대한 예는 이 용어에 첨부된 다양한 사회적, 환경적 및 소매적 정의의 존재이다. 사용되는 다른 유사한 용어는 환경 마케팅 및 생태 마케팅이다.
그린, 환경 및 에코 마케팅(eco-marketing)은 기존 마케팅 사고 및 관행을 다시 집중, 조정 또는 강화하는 것이 아니라 이러한 접근 방식에 도전하고 상당히 다른 관점을 제공하는 새로운 마케팅 접근 방식의 일부이다. 이 마케팅은 현재 시행되고 있는 마케팅과 더 넓은 마케팅 환경의 생태학적 및 사회적 현실 사이의 적합성 부족을 해결하려는 접근 방식 그룹에 속한다.
주의를 요구하거나 과장된 주장을 하는 마케팅 문구는 법적으로 규제 또는 민사 문제로 이어질 수 있다. 미국에서는 연방거래위원회(Federal Trade Commission)가 환경 마케팅 주장에 대한 몇 가지 지침을 제공한다. 이 위원회는 2011년에 이 지침과 여기에 포함된 법적 기준을 전반적으로 검토할 것으로 예상된다.

## 같이 보기
- 녹색 정치
- 소셜 마케팅